# Александер, Моник
Моник Александер (англ. Monique Alexander, род. 26 мая 1982, Калифорния, США) — американская порноактриса, член Зала славы AVN с 2017 года.

## Биография
Александер начала работать стриптизёршей в возрасте 18 лет, чтобы получить дополнительный доход к своей основной работе секретаря в приёмной. Вскоре её фотографии появились в нескольких журналах для взрослых со своей первой фотосессией с Эрл Миллер. В 2001 году она начала сниматься в фильмах для взрослых, где её дебютной картиной стал фильм Hot Showers Number 2, в котором актриса сыграла в лесбийской сцене. В том же году Моник заключила контракт с компанией Sin City. Кроме порнофильмов Александер также снималась в эротических лентах телеканала HBO и Cinemax, таких как Hotel Erotica, The Sex Spa, Sex House и Voyeur: Inside Out.
С 2004 по 2009 год у Александер был контракт со студией Vivid Entertainment. После нескольких лет съемок только в лесбо-фильмах, с 2005 года актриса начала сниматься и с мужчинами. В декабре 2010 года актриса сделала операцию по увеличению груди.
Работала с такими студиями, как Evil Angel, Jules Jordan Video, Hustler, Brazzers, Naughty America, Adam & Eve, Penthouse, New Sensations, Twistys, 3rd Degree, Elegant Angel и Reality Kings.
В 2002 году снялась в не-порнографическом фильме «Паутина» (англ. Spider's Web) со Стивеном Болдуином и Кэри Вюрер.
В 2017 году Александер приняла участие в общественной кампании направленной на поощрение родителей к половому просвещению детей. Она отметила, что в какой-то момент жизни дети могут увидеть порнографию и они должны быть проинформированы о том, что то, что изображается в порнографии, является нереалистичным представлением сексуального поведения.
На 2025 год снялась в 866 фильмах.

## Премии и номинации
| Год  | Церемония  | Номинация                      | Работа                        | Результат |
| ---- | ---------- | ------------------------------ | ----------------------------- | --------- |
| 2008 | AVN Awards | Лучшая лесбийская сцена, фильм | «Sex & Violins»               | Победа    |
| 2008 | AVN Awards | Лучшая групповая сцена, фильм  | «Дебби покоряет Даллас снова» | Победа    |
| 2009 | AVN Awards | Лучшая парная сцена            | «Cry Wolf»                    | Победа    |
| 2011 | AVN Awards | Лучшая парная лесбийская сцена | «Meow!»                       | Победа    |
| 2017 | AVN Awards | Зал славы AVN                  | За общий вклад                | Включение |